# Ido Sirkin
Ido Sirkin (hebräisch עידו סירקין; * 23. April 1972) ist ein ehemaliger israelischer Straßenradrennfahrer.
Ido Sirkin wurde im Jahr 2000 Dritter im Straßenrennen der israelischen Meisterschaft. 2008 belegte er den vierten Platz bei der nationalen Meisterschaft und er wurde Etappenzweiter bei Rotate the Column Arad. In der Saison 2010 gewann Sirkin die achte Etappe bei der Tour du Cameroun. Außerdem wurde er Dritter bei der israelischen Zeitfahrmeisterschaft in Lyakiia und gewann das End of Season Race Israel.

## Erfolge
2010
- eine Etappe Tour du Cameroun